# Relations entre la Bosnie-Herzégovine et la Serbie
Les relations entre la Bosnie-Herzégovine et la Serbie sont structurées par deux ambassades : l'ambassade de Bosnie-Herzégovine à Belgrade et l'ambassade de Serbie à Sarajevo. La Serbie dispose par ailleurs d'un consulat-général à Banja Luka. Longtemps hostiles, les relations bilatérales tendent aujourd'hui à se normaliser. Les deux pays sont membres du Conseil de l'Europe, de l'Organisation pour la sécurité et la coopération en Europe et de l'Accord de libre-échange centre-européen. 
Depuis la fin de la guerre de Bosnie, les accords de Dayton de décembre 1995 et la reconnaissance mutuelle des deux États, les relations entre la Serbie et la Bosnie ne sont que formelles. En effet, la Serbie selon les accords de Dayton a le droit d'avoir des « relations spéciales » avec la république serbe de Bosnie, elle ignore le plus souvent Sarajevo. La Bosnie n'a pas reconnu le Kosovo de crainte de voir la république serbe de Bosnie suivre le même chemin.
La Serbie a déposé une candidature officielle à l'Union européenne tandis que la Bosnie-Herzégovine est un candidat potentiel.

## Relations économiques
En 2013, la Bosnie-Herzégovine, la Serbie et la Turquie ont signé un accord de coopération économique,.